# Пролив Шпанберга
Пролив Шпанберга — пролив в Тихом океане, расположенный в Малой гряде Курильских островов. Отделяет остров Шикотан от островов Осколки и Полонского. Ширина пролива около 22 км, в наиболее широком месте — 29,6 км. В проливе наблюдаются приливные течения, направления и скорости которых изменчивы. Скорость течения здесь может достигать 5,5 км/ч.
Скалистая банка Обманчивая (японское название — риф Амаги-сё 43°43′00″ с. ш. 146°24′00″ в. д.) с наименьшей глубиной 2,4 м вытянута на 2 км с запада-юго-запада на восток-северо-восток в 5 милях к северо-востоку от острова Полонского. Проход между банкой Обманчивая и островом Шикотан является главным проходом между островами Малой Курильской гряды. Ширина этого прохода около 15 км, глубины в его средней части 21—51 м.
Пролив назван в честь русского мореплавателя Мартына Шпанберга.

## См.также
- Курильские проливы